# Lepidophyma reticulatum
Lepidophyma reticulatum (коста-риканська тропічна нічна ящірка) — вид сцинкоподібних ящірок родини нічних ящірок (Xantusiidae). Мешкає в Коста-Риці й Панамі.

## Поширення і екологія
Костариканські тропічні нічні ящірки мешкають на тихоокеанських схилах Коста-Рики від гір Сьєрра-де-Тіларан у провінції Гуанакасте до півострова Оса і Сан-Віто в провінції Пунтаренас, в також в околицях Бахо-де-Міно на заході Панами. Вони живуть у вологих тропічних лісах, на висоті від 10 до 1250 м над рівнем моря. Живородні, розмножуються шляхом партеногенезу.